# Jamestown (St. Helena)

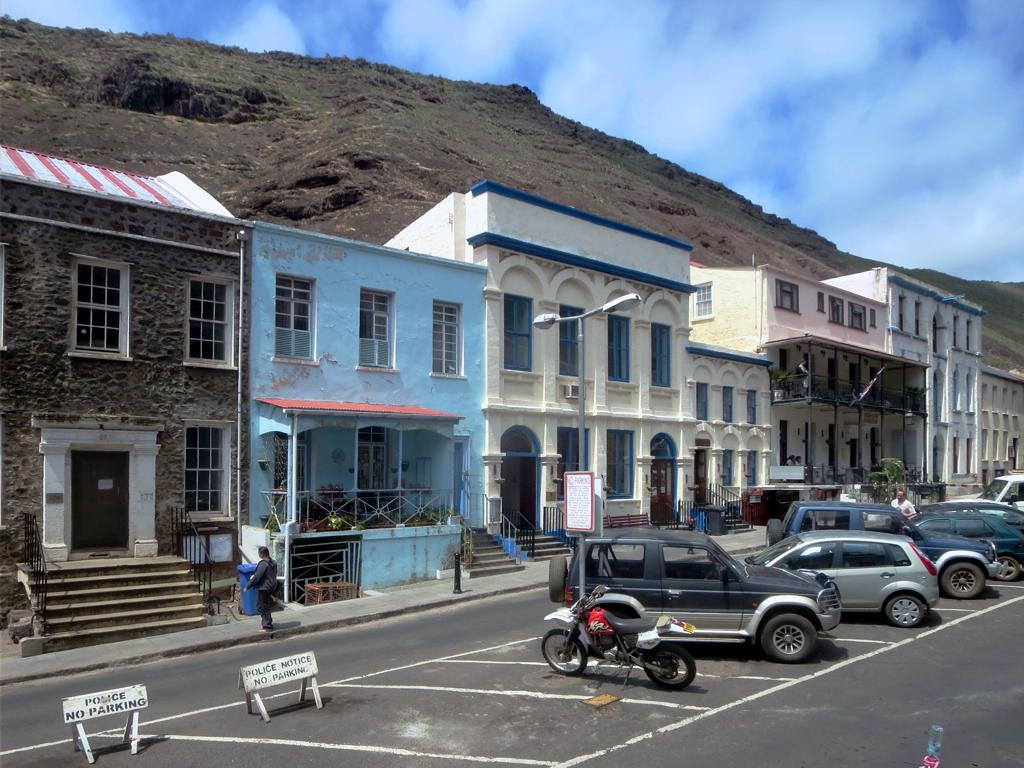
Hauptstraße in Jamestown

Jamestown (offiziell City of James Town) ist die Hauptstadt des Britischen Überseegebietes St. Helena, Ascension und Tristan da Cunha, sowie von St. Helena, einem der drei gleichberechtigten Teile des Britischen Überseegebietes St. Helena, Ascension und Tristan da Cunha. Die Stadt mit 625 Einwohnern (Stand 2021; 1976: 1516) ist Sitz des Gouverneurs des gesamten Überseegebietes und liegt im gleichnamigen Distrikt. Jamestown wurde am 6. Juni 1859 zur Stadt erhoben und trägt seitdem den offiziellen Namen City of James Town.
Der gleichnamige Distrikt Jamestown umfasst zudem auch das Rupert’s Valley, in dem sich die meiste Industrieansiedlung der Insel sowie mit der Rupert’s Wharf ein Seehafen befindet.

## Geschichte
Jamestown wurde 1659 von der britischen Ostindien-Kompanie gegründet. Die Siedlung wurde als Fort angelegt und 1660 nach dem Herzog von York, dem späteren König Jakob II. von England (englisch James II of England) benannt.
Jamestown hat seit Erhebung durch Königin Victoria 1859 den Status einer Stadt mit dem offiziellen Namen „City of James Town“.
Die Geschichte wird auch im St.-Helena-Museum behandelt.

## Geographie
Jamestown liegt im James Valley (James-Tal), das ursprünglich Chappel Valley oder auch Church Valley hieß, nach einer kleinen Kirche (englisch Church), die von portugiesischen Seefahrern errichtet worden war. Die Lage ist gekennzeichnet durch die im Osten und Westen steil aufragenden Berge, die bis an die James Bay (James-Bucht) am Atlantik reichen.
Jamestown wird vom The Run durchflossen.

## Wirtschaft und Infrastruktur
Jamestown ist das wirtschaftliche Zentrum der Insel. Alle größeren Unternehmen haben hier ihren Sitz. Der Hafen ist von herausragender Bedeutung, da er bis zur Eröffnung des Flughafens im Linienverkehr die einzige Verbindung zur Außenwelt darstellte. Alle Güter und Waren wurden mit der St. Helena geliefert.
In Jamestown gibt es Kirchen, Schulen und das einzige Krankenhaus der Insel, St Helena General Hospital. Ein vom Europäischen Entwicklungsfonds mit 21,5 Millionen Euro unterstützter geplanter Neubau eines Krankenhauses wurde nach dem EU-Mitgliedschaftsreferendum im Vereinigten Königreich 2016 gestoppt. Stattdessen soll das Geld kurzfristig in ein Seekabel investiert werden, um eine schnelle Verwendung der zugewiesenen Mittel aus dem Entwicklungsfonds zu gewährleisten, da eine langfristige Finanzierung des Krankenhausprojekts vor dem Hintergrund des EU-Austritts des Vereinigten Königreichs unsicher erscheint.
Der Bau des ersten Hotels einer internationalen Hotelkette hat am 17. Juni 2016 begonnen. Das Jamestown Hotel sollte bis Ende 2017 fertiggestellt werden.

## Religion
Das anglikanische Parish of St. James ist eine der drei Parishes (Pfarreien) der Diözese St Helena auf St. Helena. Die 1774 in Jamestown errichtete St. James Church ist die Hauptkirche im Parish und das älteste anglikanische Kirchengebäude in der südlichen Hemisphäre. Es gibt noch drei Kirchen im Parish, die St. John's Church in Jamestown, die St. Mary's Church in Briars und die St. Michael's Church in Rupert's Valley. Die in Jamestown stehende Sacred Heart Church der Mission sui juris St. Helena, Ascension und Tristan da Cunha ist die einzige römisch-katholische Kirche auf St. Helena. In der Stadt steht auch noch die Jamestown Chapel der St Helena Baptist Church und die Seventh Day Adventist Church der Siebenten-Tags-Adventisten. In Jamestown befindet sich auch eine Salvation Army Hall der Heilsarmee und ein Bahá’í Information Centre.

## Sehenswürdigkeiten
In Jamestown stehen zahlreiche Gebäude von historischem Interesse, vor allem aus georgianischer Zeit. Die Stadt bildet das touristische Zentrum der Insel, da sich hier die meisten Sehenswürdigkeiten, Unterkünfte und andere touristische Einrichtungen befinden. Zu den bekanntesten kolonialhistorischen Bauwerken zählen:
- The Castle
- St. James Church
- Jakobsleiter
- Castle Gardens
- Grand Parade mit dem Arch
- St.-Helena-Museum

## Abbildungen

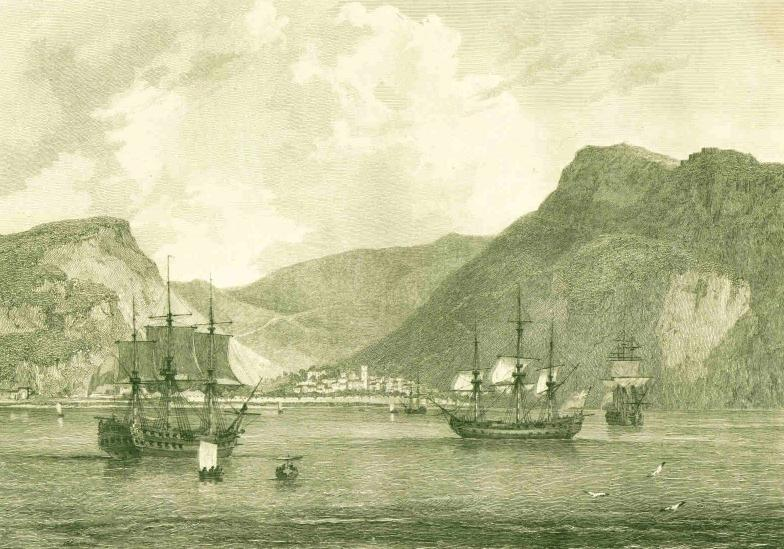
Jamestown, um 1794
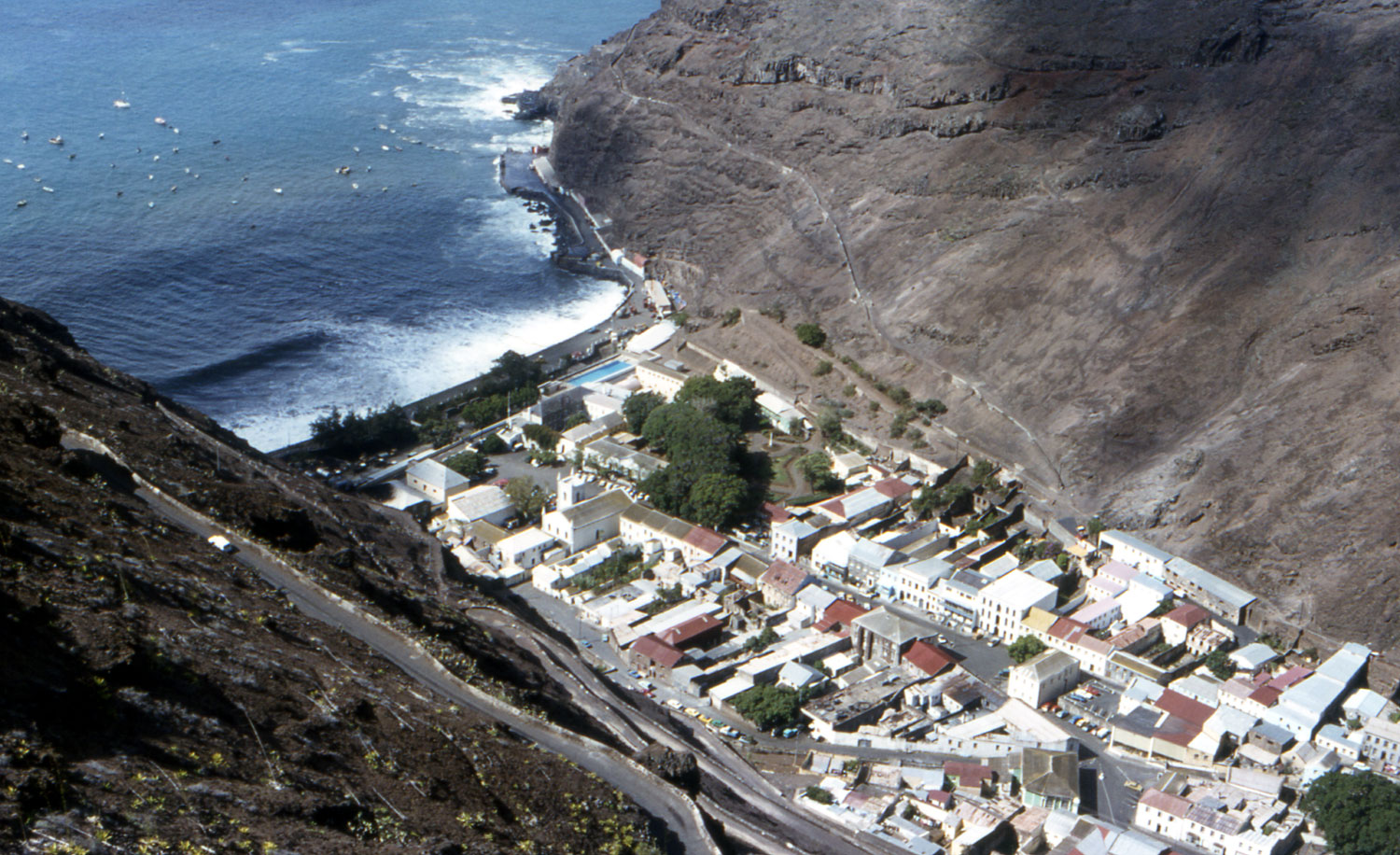
Jamestown, 1985
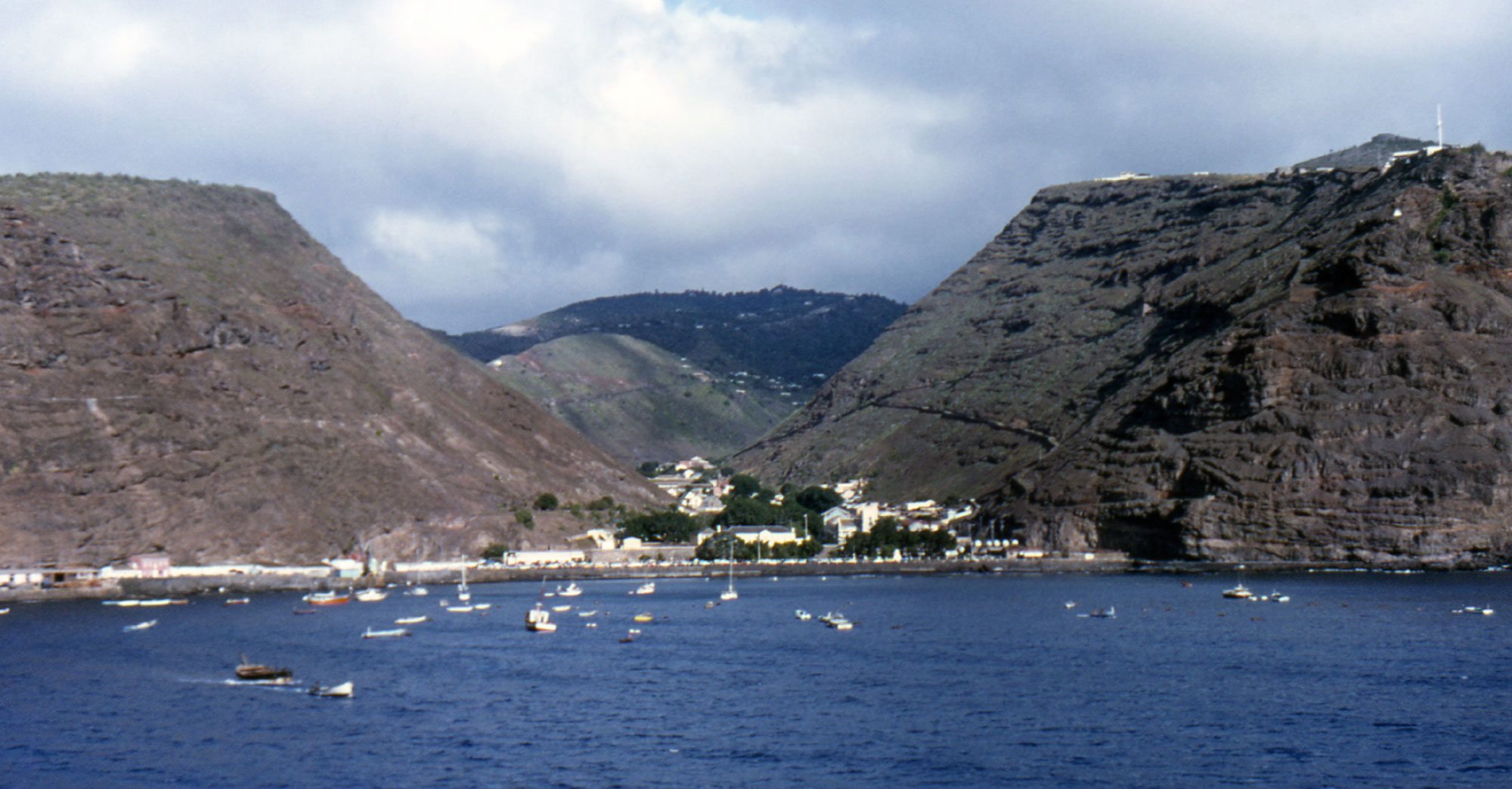
Blick von der See
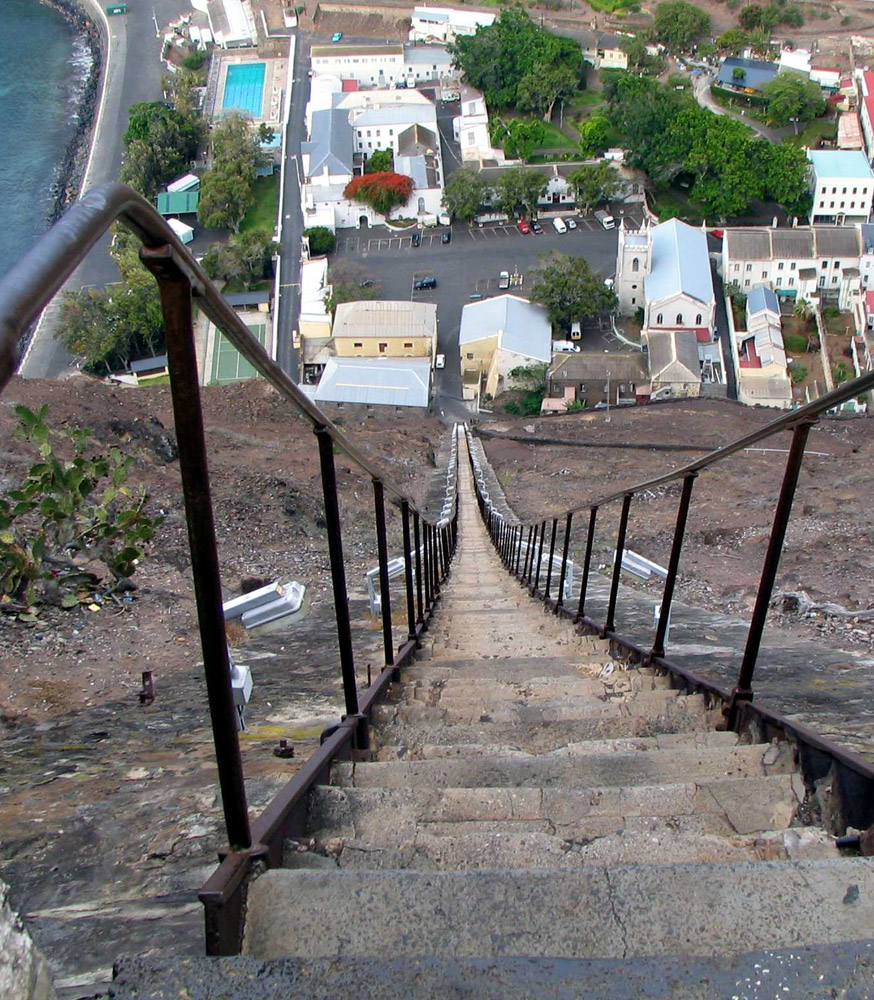
Jakobsleiter
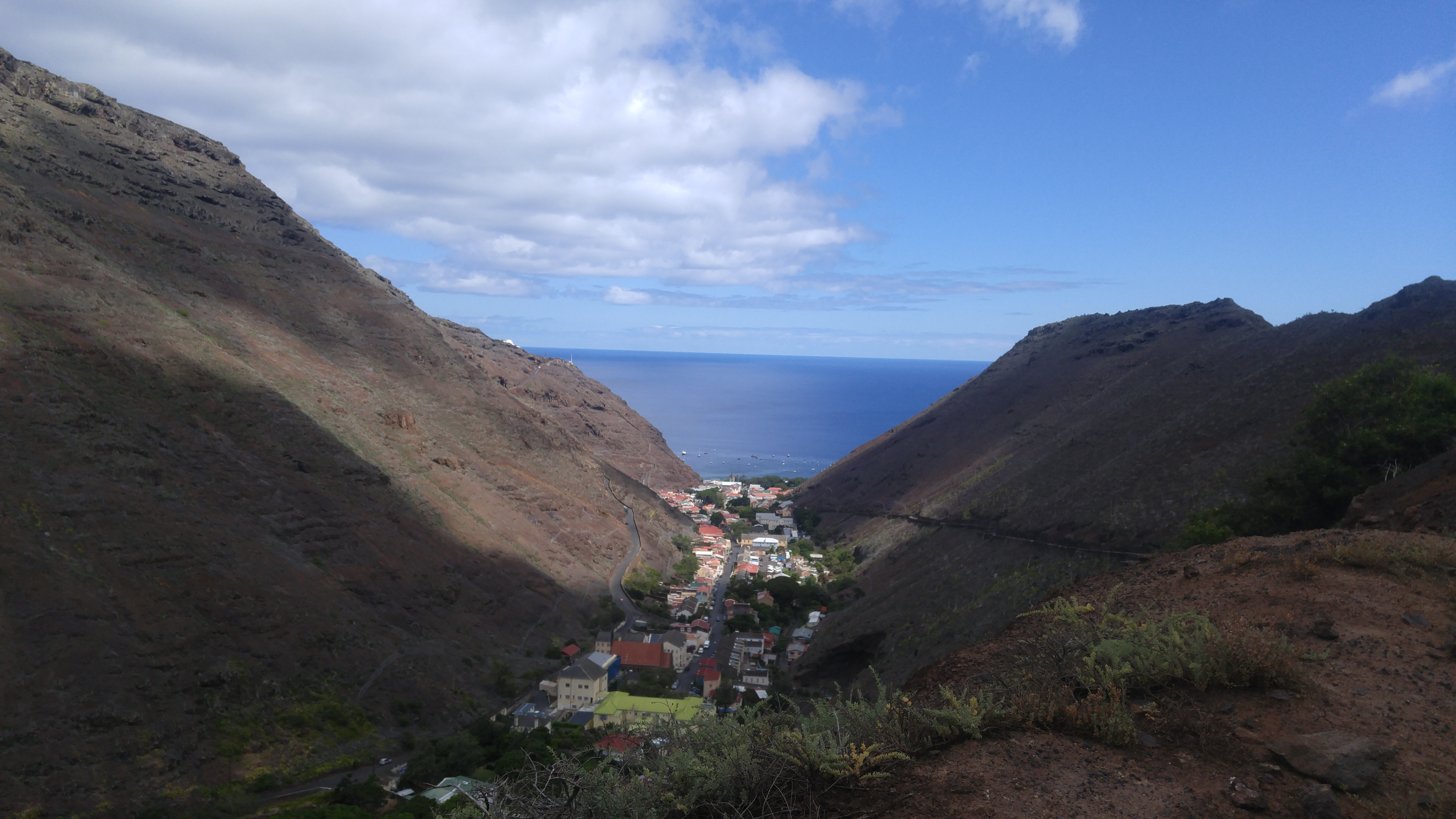
Jamestown, 2020
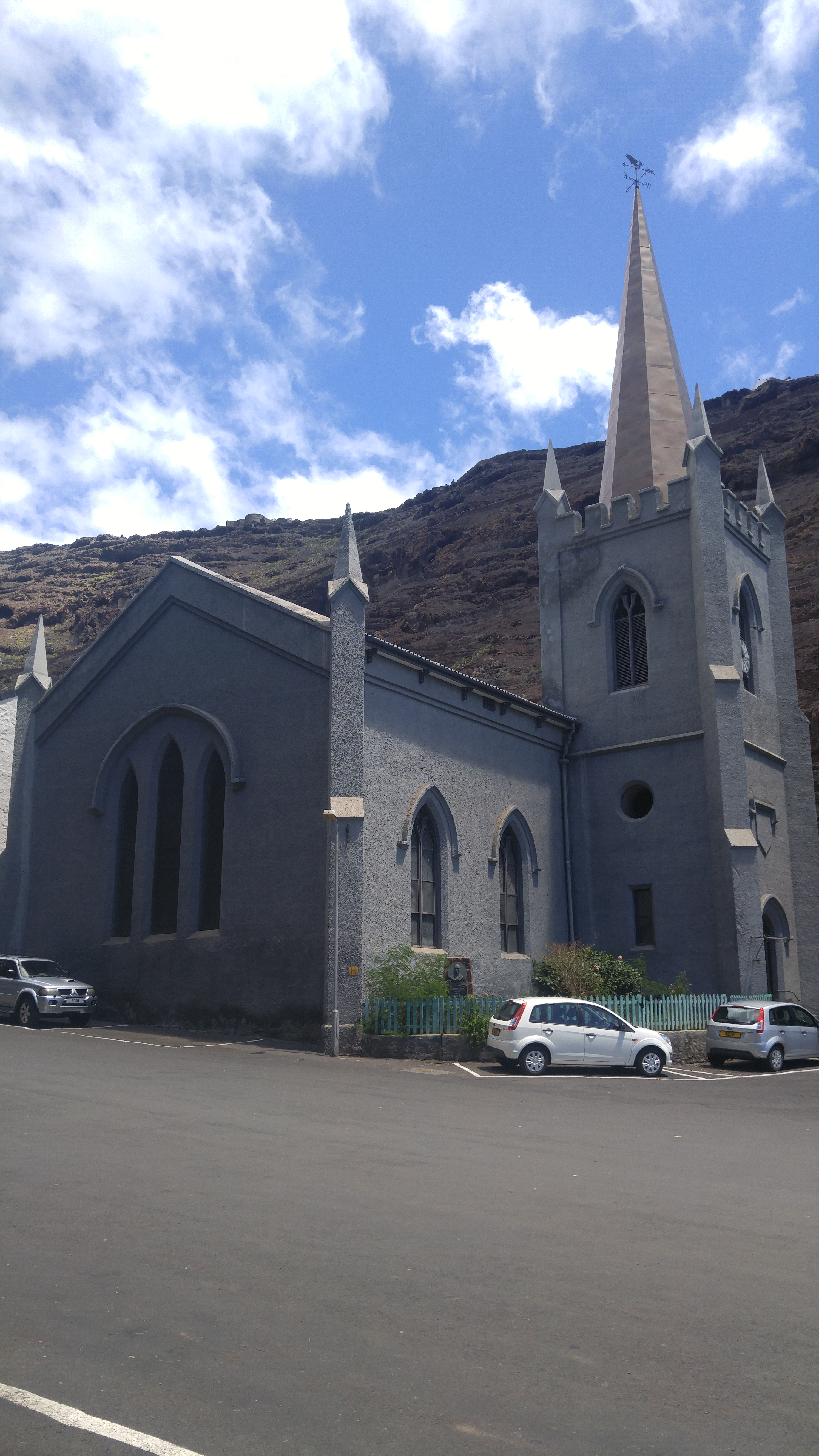
Saint James Church, 2020
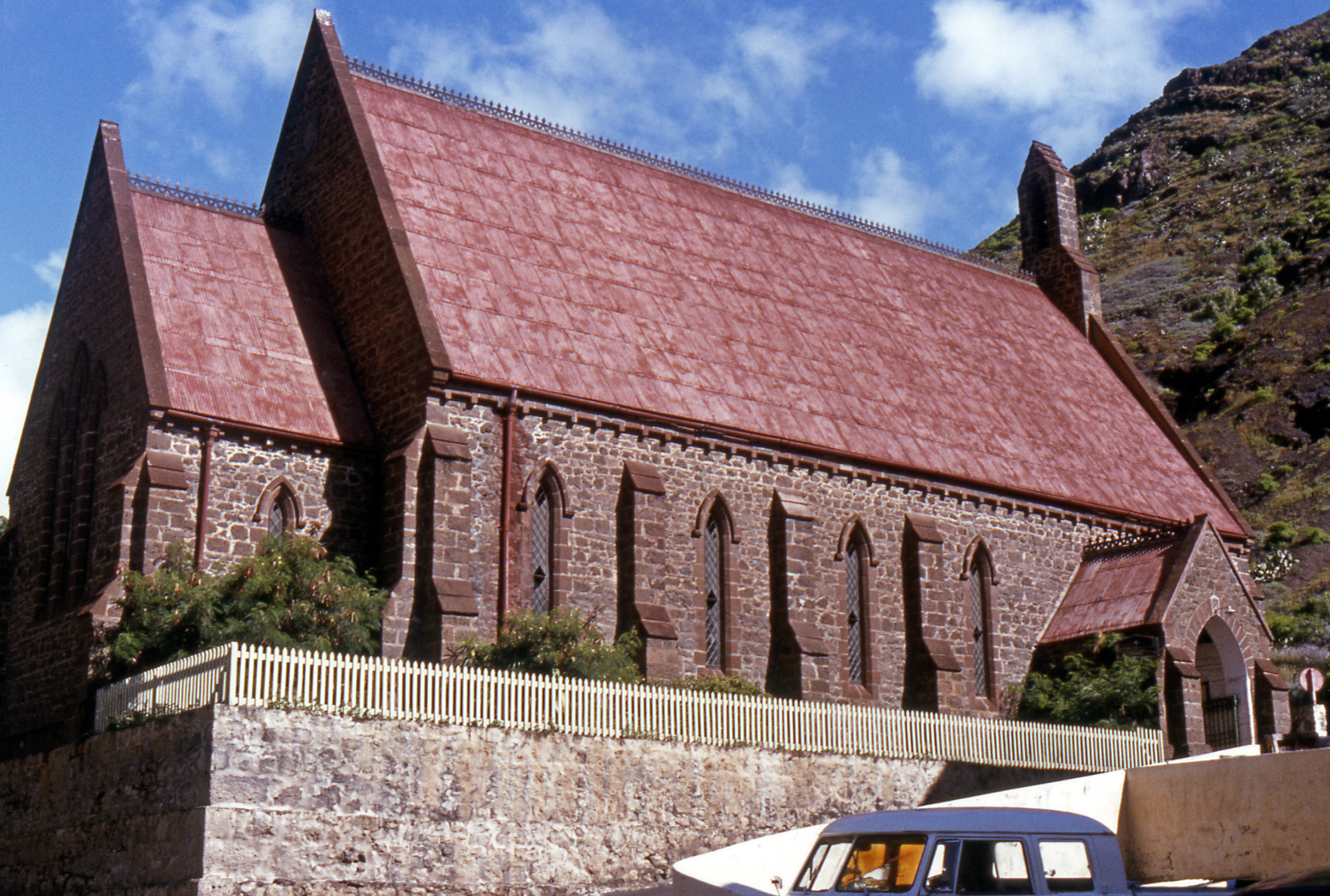
St. John’s Church
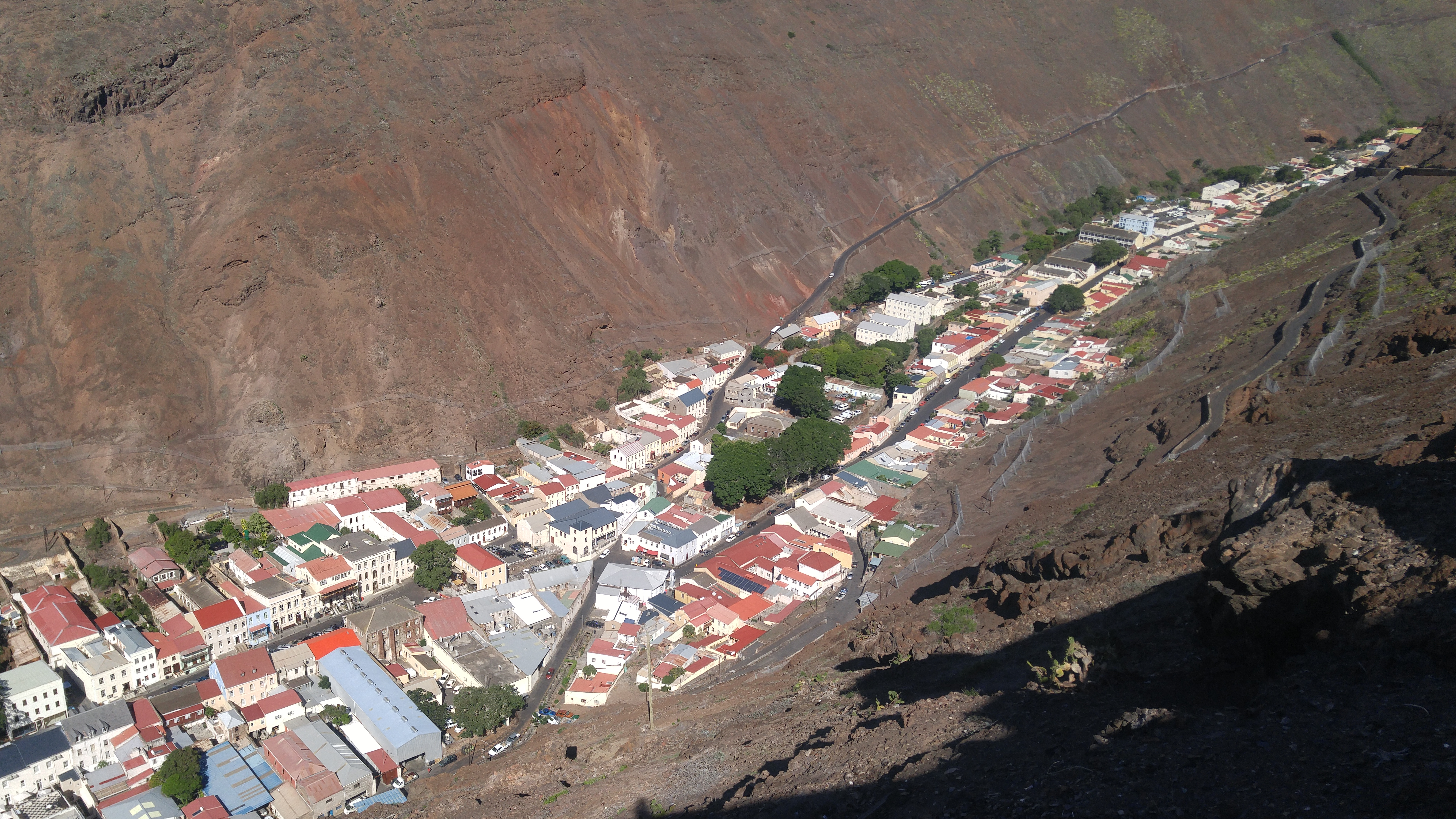
Blick auf das Zentrum von Jamestown von der Spitze der Jakobsleiter, 2020